# Paulo III
Paulo III o Pablo III  (en latín: Paulus PP. III), de nombre secular Alessandro Farnese (en italiano: Alessandro Farnese; (Canino, 29 de febrero de 1468-Roma, 10 de noviembre de 1549) fue el 220.º papa de la Iglesia católica y gobernante de los Estados Pontificios desde el 13 de octubre de 1534 hasta su muerte en noviembre de 1549.
Ascendió al trono papal poco tiempo después del Saco de Roma de 1527, en una época plagada de incertidumbres respecto a la Iglesia católica a medida que avanzaba la Reforma protestante. Su pontificado inició la Reforma católica con el Concilio de Trento en 1545 y fue testigo de las guerras de religión en las que el emperador Carlos V lanzó campañas militares contra los protestantes en Alemania. Reconoció nuevas órdenes y sociedades religiosas católicas como los jesuitas y los barnabitas. Sus esfuerzos se vieron frustrados por el nepotismo con el que buscó aumentar el poder y la fortuna de su familia, incluyendo a su hijo ilegítimo, Pedro Luis Farnesio.
Paulo III fue un importante mecenas de artistas, entre ellos Miguel Ángel; y Nicolás Copérnico le dedicó su tratado heliocéntrico.

## Orígenes y formación
Nacido en 1468 en Canino, Lacio (entonces parte de los Estados Pontificios), Alessandro Farnese fue el segundo hijo de Pedro Luis I Farnese, señor di Montalto (1435-1487) y Giovanna Caetani, miembro de la familia Caetani, de la que provinieron los papas Gelasio II y Bonifacio VIII. La familia Farnesio había prosperado a lo largo de los siglos, siendo latifundistas en la zona del lago de Bolsena, siendo el abuelo de Alessandro, Ranuccio Farnesio, fue capitán general de la Iglesia en tiempos del pontificado de Eugenio IV; pero fue el ascenso de Alessandro al papado y su dedicación a los intereses familiares lo que propició el aumento más significativo de la riqueza y el poder de la familia.
Alessandro recibió una educación humanística en la Universidad de Pisa y en la corte de Lorenzo de Médici, donde conoció e hizo amistad con su hijo Giovanni, futuro León X. Inicialmente formado como protonotario apostólico, ingresó en la Curia romana en 1491 y en 1493 el papa Alejandro VI lo nombró cardenal diácono de Santos Cosme y Damián. Su hermana Giulia era supuestamente amante de Alejandro VI y podría haber sido clave para conseguir este nombramiento para su hermano. Por esta razón, a veces se referían a él burlonamente como el «cuñado de los Borgia», al igual que a Giulia se la ridiculizaba como «la esposa de Cristo». Mucho años más tarde, en 1535, el noble veneciano Soriano registró que Alessandro era llamado «cardinal Fregnese» («Cardenal Coño» o «Cardenal Concha») debido a la relación entre su hermana y Alejandro VI.
De joven clérigo, Alessandro llevó una vida notablemente disoluta, teniendo una amante, Silvia Ruffini.  Entre 1500 y 1510, aproximadamente, tuvo al menos cuatro hijos: Constanza, Pedro Luis (quien posteriormente fue nombrado duque de Parma), Paolo y  Ranuccio. En julio de 1505, el papa Julio II legitimó a los dos hijos mayores para que heredaran las propiedades de la familia Farnese. El 23 de junio de 1513, el papa León X publicó una segunda legitimación de Pier Luigi y también legitimó a Ranuccio (el segundo hijo, Paolo, ya había fallecido).

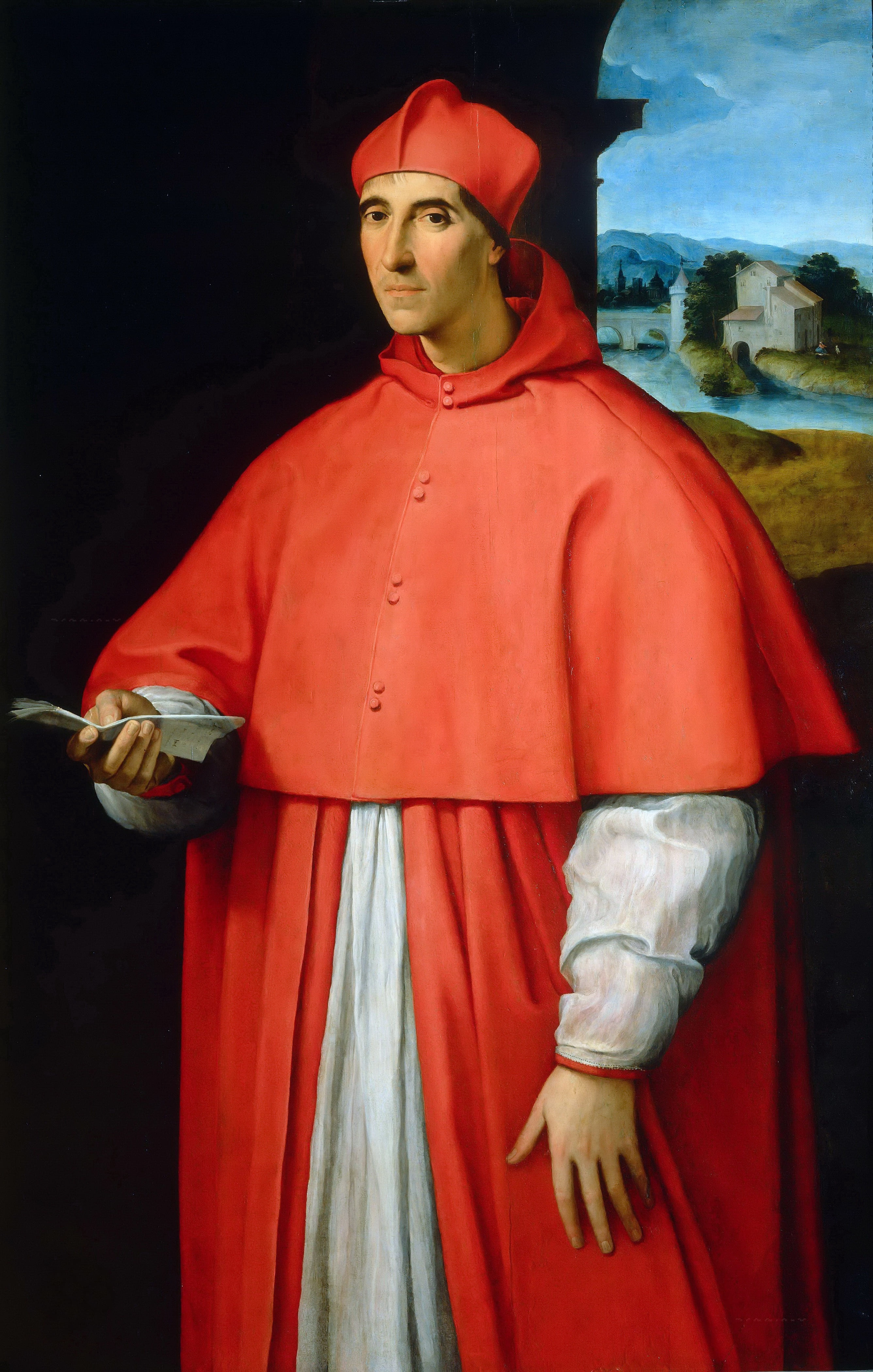
Retrato del cardenal Alejandro Farnesio pintado por Rafael Sanzio entre 1509 y 1511, época donde el religioso rondaba los 40 años.

Durante el pontificado de Julio II fue nombrado obispo de Parma. En el pontificado de Clemente VII, fue elevado a cardenal obispo de Ostia, administrador apostólico de Benevento y Decano del Colegio Cardenalicio.

## Pontificado
En dos ocasiones estuvo cerca de alcanzar el papado. Por fin, a los 66 años, el 13 de octubre de 1534, el cónclave le eligió papa, sucesor de Clemente VII para alegría del pueblo romano. 
En la corte romana llevó una vida lujosa. Practicó el nepotismo contribuyendo al engrandecimiento de su familia. Uno de sus primeros actos como pontífice fue nombrar cardenales a dos de sus nietos, Guido Ascanio Sforza, de dieciséis años de edad, y Alejandro Farnesio, de tan solo catorce. Estos nombramientos fueron criticados y protestados, pero pronto olvidados cuando se incorporaron al Sagrado Colegio Cardenalicio personalidades de la talla de Reginald Pole, Gasparo Contarini, Jacopo Sadoleto y Gian Pietro Caraffa.
En 1536 nombró una comisión de «reformadores» católicos con el fin de analizar los «abusos» cometidos por la Iglesia y remediar las «heridas» causadas. La comisión publicó sus conclusiones en el documento Consilium de emendanda Ecclesia, leído al papa el 9 de marzo de 1537. Este papa también reformó la Cámara Apostólica, el Tribunal de la Rota, la Penitenciaría y la Cancillería.

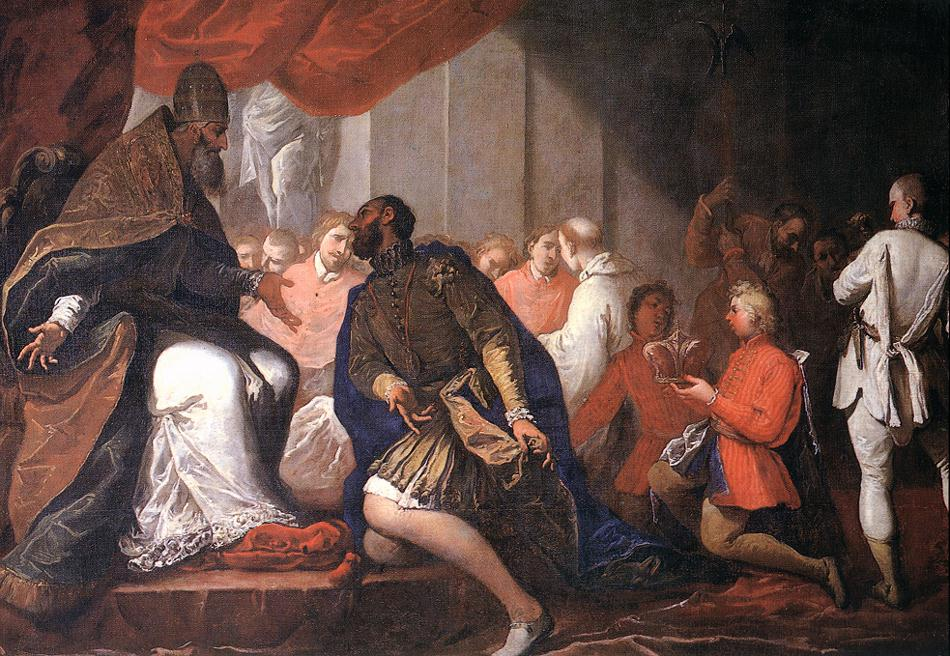
Paulo III nombra a su hijo Pedro Luis Farnesio duque de Parma y Piacenza.

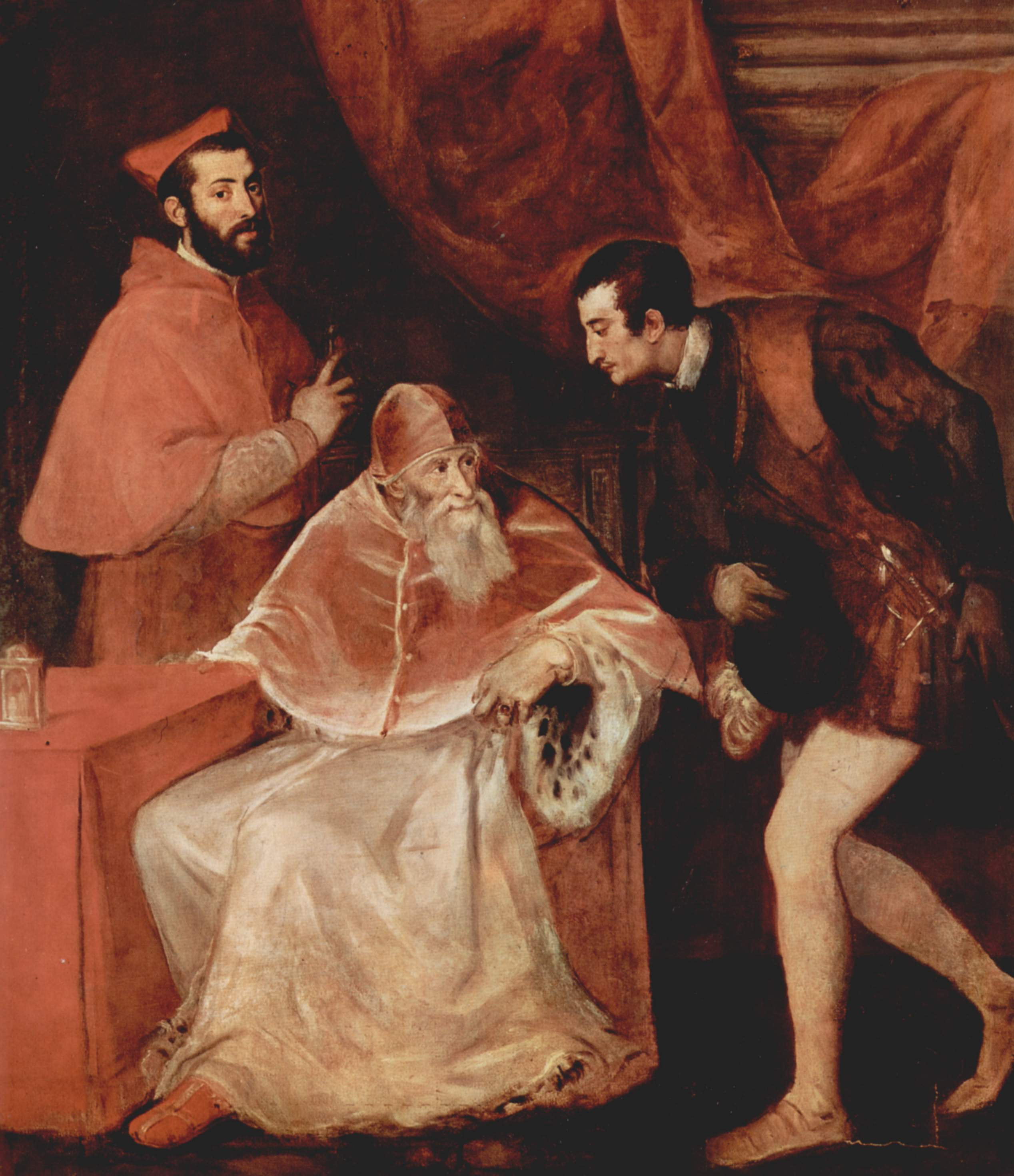
Paulo III con sus nietos Alejandro Farnesio y Octavio Farnesio por Tiziano.

Entre sus prioridades estaban asegurar los dominios papales (Estados Pontificios) y reforzar la posición de la familia Farnesio.
En 1545 el papa Paulo III instituyó el ducado de Parma y Plasencia que fue entregado a su hijo Pedro Luis Farnesio, a cambio de los ducados de Nepi y Camerino además de la ciudad de Frascati, que pasaron a los Estados Pontificios.
Tres años más tarde Pedro Luis Farnesio fue víctima de una conjura de los nobles de Plasencia, que descontentos con su gobierno le asesinaron. Su hijo Octavio Farnesio le sucedió en el gobierno de Parma, pues el gobernador del ducado de Milán Ferrante Gonzaga había ocupado Plasencia en nombre de Carlos V de Alemania.
Según bula papal del 15 de enero de 1534, concedió a Guatemala el título de ciudad por autoridad apostólica, privilegio concedido solo a esa ciudad.

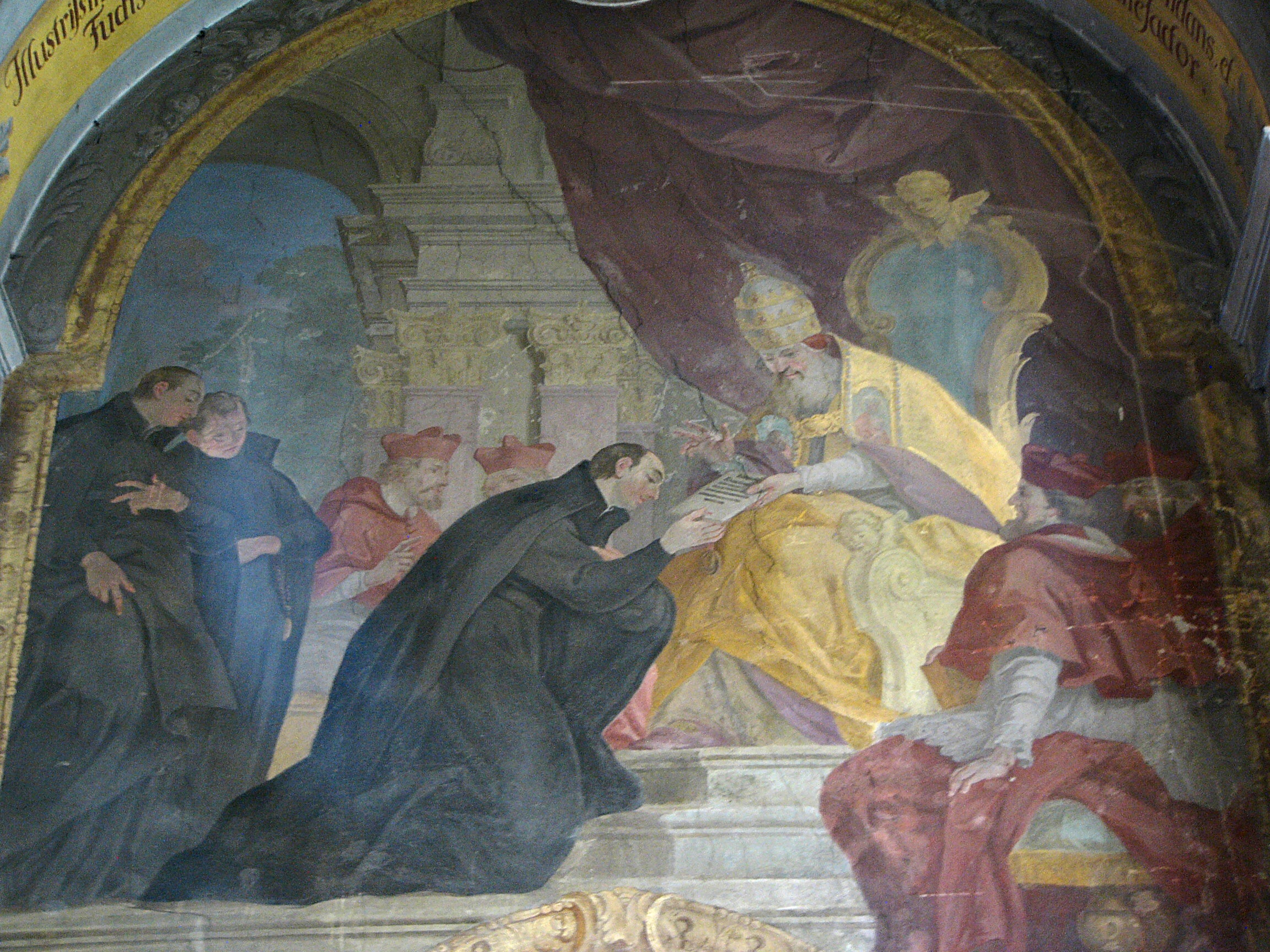
Ignacio de Loyola recibe la aprobación de la Compañía de Jesús mediante la bula papal Regimini militantis Ecclesiae. Cuadro de Johann Christoph Handke del.

Con motivo de la evangelización del Nuevo Mundo, el 2 de junio de 1537, con la bula Sublimis Deus, el papa Paulo III prohibió que los indios fueran esclavizados. Defendió su racionalidad en cuanto que son hombres, declaró que tenían derecho a su libertad, a disponer de sus posesiones y a abrazar la fe, que debía serles predicada de forma pacífica, evitando todo tipo de crueldad. 
Paulo III pidió expresamente al jesuita español Francisco Javier que partiese de Roma a las Indias Orientales como legado suyo. Francisco Javier sería el introductor del catolicismo por primera vez en las islas recién descubiertas por los europeos del Japón.
Junto a sus compañeros Cosme de Torres y Juan Fernández y el traductor Anjirō, embarcaron, llegando a tierras niponas el 15 de agosto de 1549. Desembarcan en Kagoshima, entonces capital del reino Sur del Japón y comienzan su labor misionera.
En 1540 Paulo III tuvo que hacer frente a una insurrección en la ciudad de Perugia motivada por los nuevos tributos impuestos por el papa. La protesta, conocida como la Guerra de la Sal, terminó con el definitivo sometimiento de Perugia al poder papal.
En 1540, aprobó la fundación de la Compañía de Jesús y en 1544 las Ursulinas. En 1542 estableció la Inquisición romana para impedir el avance de la herejía protestante en la península italiana (fue asesorado para ello por el cardenal Gian Pietro Caraffa, futuro papa Paulo IV). Preparó el primer Índice de libros prohibidos por la Iglesia, que se publicaría en 1559.
En 1543 Nicolás Copérnico, clérigo polaco, publicó su obra Sobre las revoluciones de las esferas celestes. La creencia general posterior será que Copérnico “descubrió” que la tierra giraba alrededor del sol, pero esa idea ya fue planteada en la Grecia Antigua. Copérnico, buen católico, publicó su libro a instancia de dos eminentes prelados y se lo dedicó al papa, quien lo recibió cordialmente. De hecho Paulo III, al igual que muchas personas del Renacimiento, era un gran aficionado a la astrología. Llamó a Roma al afamado Luca Gaurico como astrólogo personal suyo e incluso le nombró obispo en agradecimiento por haber supuestamente predicho el ascenso al solio del pontífice. Gaurico se encargaba de asesorar al papa a la hora de elegir las fechas de los consistorios o el momento propicio para realizar diversos proyectos, como en ese mismo año de 1543 cuando se fijaron de esta manera el día y la hora más apropiados para reiniciar las obras de construcción de la basílica de San Pedro.

### Expansión del protestantismo en Europa
El fracaso del V Concilio de Letrán de 1517 en reformar las instituciones de la Iglesia católica habían dado origen a diversos movimientos nacionales en busca de la esperada reforma.
Al inicio del pontificado de Paulo III, el rey Enrique VIII de Inglaterra asume la dirección absoluta de la Iglesia en Inglaterra mediante el Acta de Supremacía promulgada el 3 de noviembre de 1534 por el Parlamento de Inglaterra. Diversos opositores laicos y eclesiásticos a la supremacía real como Tomás Moro y el cardenal (nombrado por Paulo III) Juan Fisher fueron encarcelados y decapitados.
En 1536 Enrique VIII decide iniciar la disolución de los monasterios de Inglaterra. El estallido de la revuelta conocida como la Peregrinación de Gracia, sofocada cruelmente por el monarca inglés, motivó a Paulo III una bula papal de deposición contra Enrique VIII que, sin embargo, nunca llegó a expedir por la falta de apoyo de los monarcas de Francia y Alemania.
El fraile agustino Martín Lutero había predicado en el Sacro Imperio Romano Germánico una nueva visión de iglesia opuesta a los dogmas católicos, que tomaría el nombre de luteranismo durante el pontificado de León X. La imprenta ayudó a que las ideas de Lutero se divulgaran por todo el imperio y Europa ganando adeptos entre las clases populares y dirigentes.
En 1542 los príncipes luteranos expulsaron de Brunswick-Luneburgo al duque católico Enrique el Joven e impusieron el luteranismo.
El luteranismo había conquistado Suecia en los tiempos de Clemente VII con el reinado de Gustavo I de Suecia. Las regiones de Dinamarca, Noruega e Islandia gobernadas por el rey Cristián III fueron convertidas al luteranismo en 1537. El obispo Jón Arason de Hólar se mantuvo leal a la Iglesia católica y el papa Paulo III animó su lucha contra el rey danés mediante cartas e incluso regalos.
En Francia los luteranos franceses publicaron en 1534 libelos contra la Misa católica en París y diversos lugares. El incidente llamado el Asunto de los Pasquines (que habían llegado hasta el dormitorio del rey Francisco I de Francia) produjo que el monarca francés empezara una persecución contra los luteranos, valdenses y otros herejes que existían en el país que perduró durante todo su reinado. Juan Calvino (futuro fundador del calvinismo) fue uno de los emigrados que escaparon de la persecución al salir del país.
En Polonia el rey Segismundo I Jagellón el Viejo había empezado a impedir la difusión de las tesis luteranas en su territorio. En 1534 el rey polaco prohibió la asistencia a la Universidad de Wittenberg y en 1541 prohibió a la nobleza polaca bajo pena de ser privado de su rango el recibir en sus cortes a los predicadores herejes. Al fin de ganar al heredero al trono Segismundo II Augusto Jagellón para la causa católica, Paulo III le regaló una espada bendecida en 1539.

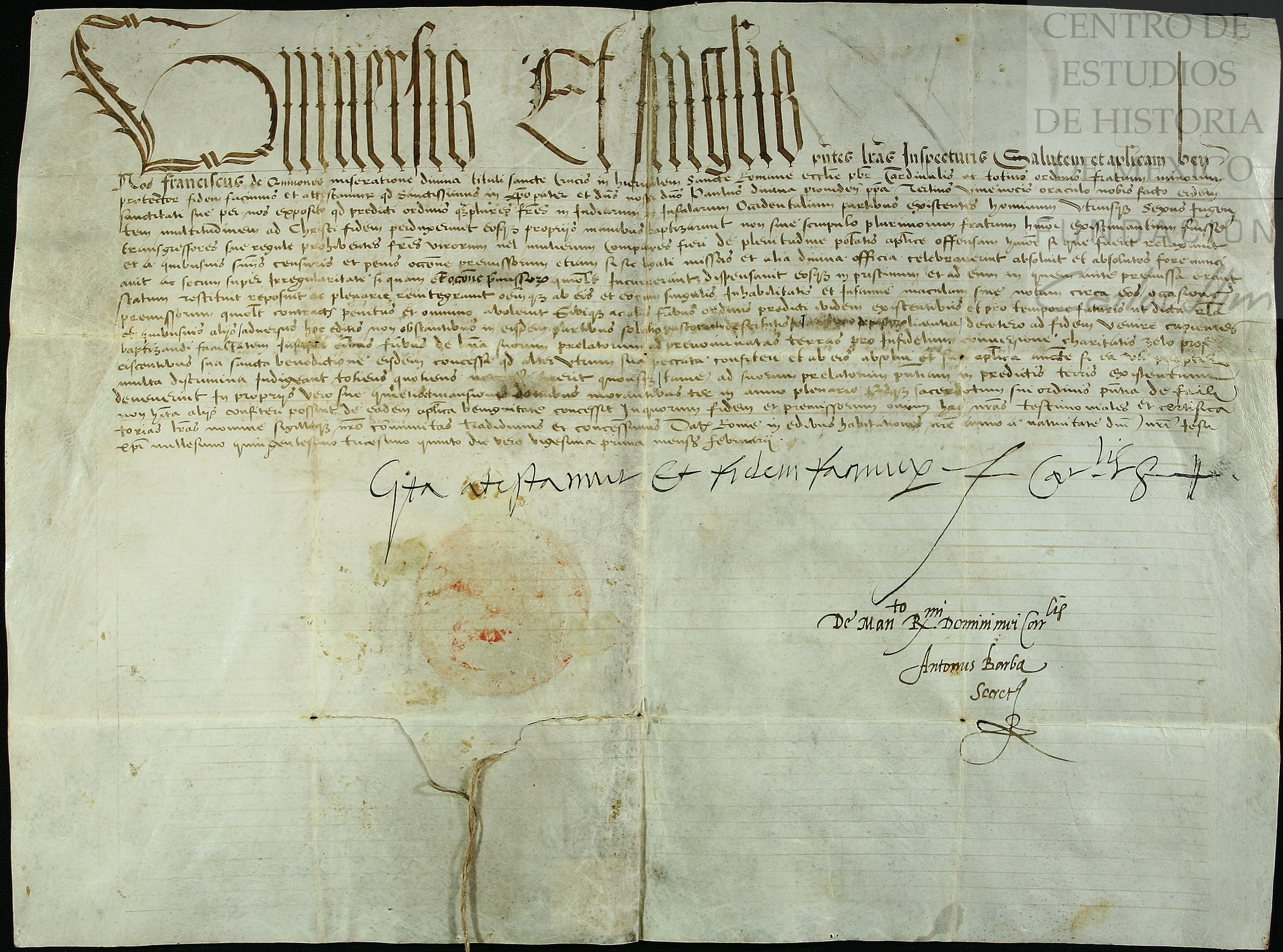
Carta del cardenal Francisco Quiñones a la orden franciscana sobre un privilegio concedido por Paulo III.

### El concilio de Trento y la reforma católica

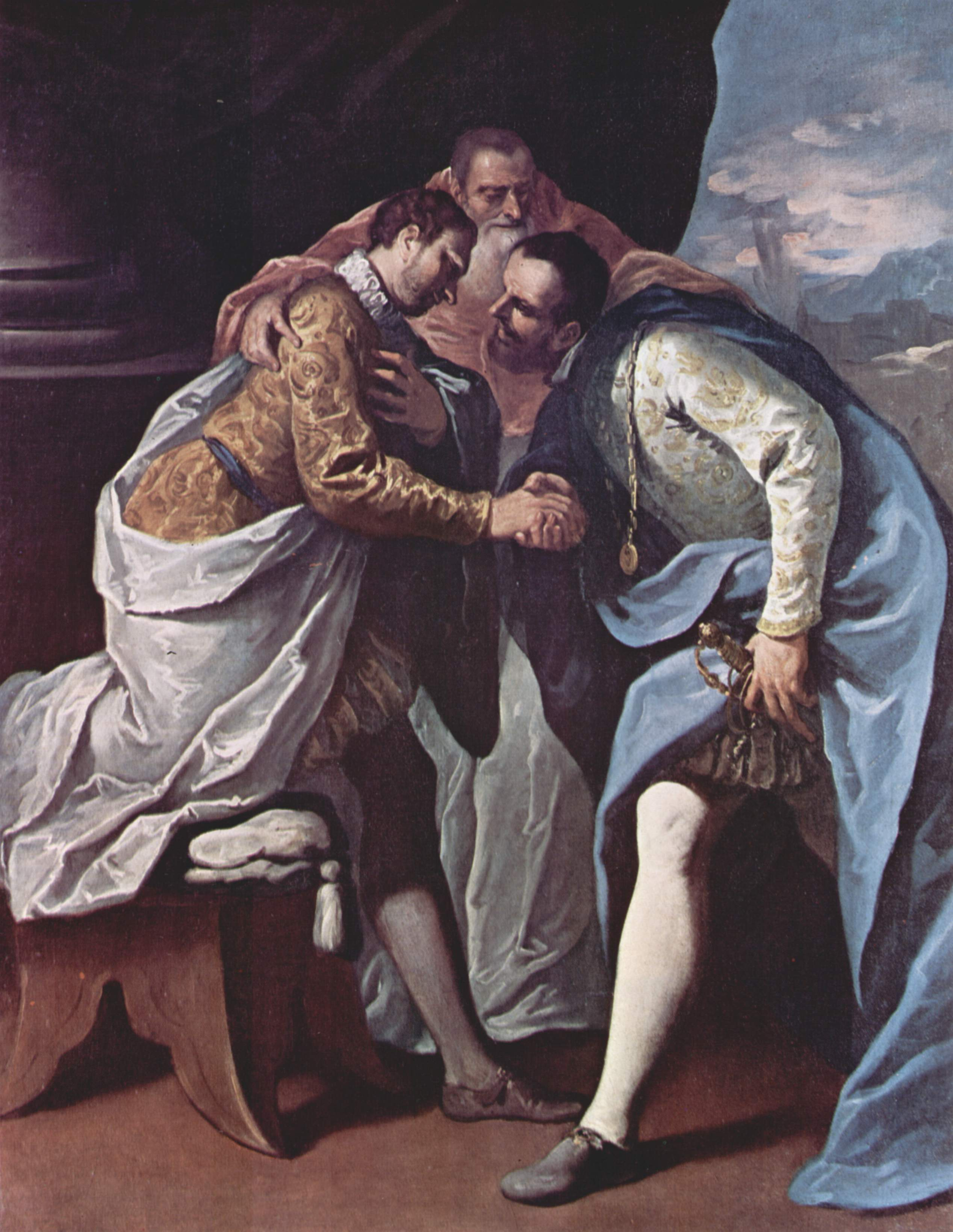
El papa Paulo III reconcilia a Francisco I de Francia y Carlos V de Alemania, 1688, Palazzo Farnese, Piacenza.

El 2 de junio de 1536, el papa convocó un concilio ecuménico en Mantua para el siguiente mes de mayo, pero la oposición de los príncipes protestantes y el rechazo del duque de Mantua (Federico II Gonzaga) para asumir la responsabilidad de mantener el orden, frustraron el evento. Publicó una nueva bula convocando un concilio en Vicenza, el 1 de mayo de 1538, que tampoco se llevó a cabo.
Mantuvo una estricta neutralidad entre Francisco I de Francia y Carlos V de Alemania, a pesar de que Carlos le insistía a que apoyara al Sacro Imperio sometiendo a Francisco I a la reprobación de la Iglesia. El pontífice les propuso sostener un encuentro en Niza (junio de 1538) que concluyó con un acuerdo para diez años, la llamada Tregua de Niza. Como gesto de buena voluntad, una nieta del papa casó con un príncipe francés y el emperador concedió la mano de su hija ilegítima, Margarita de Austria, a Octavio Farnesio.

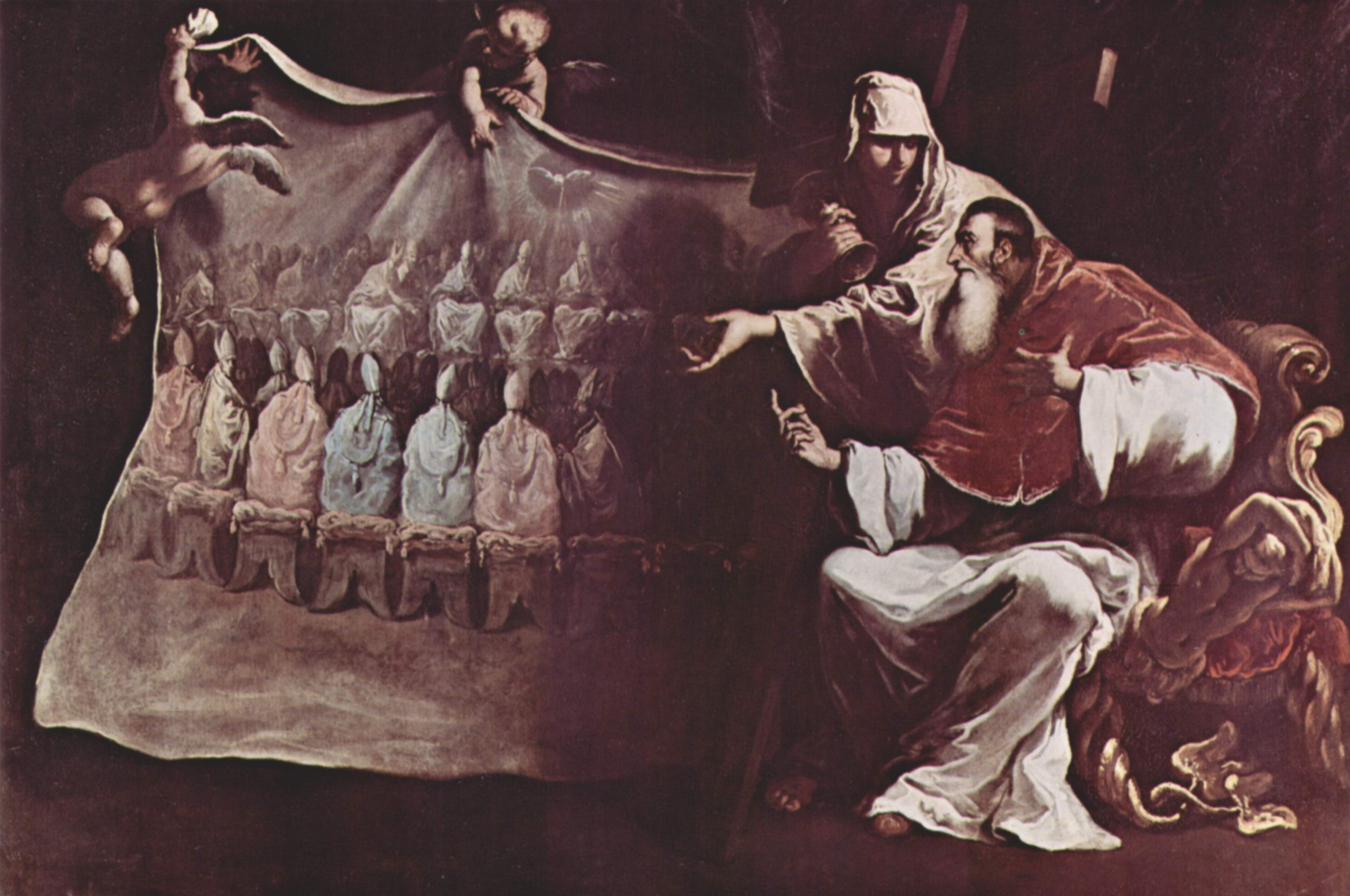
El papa Paulo III tiene la visión del Concilio de Trento, 1687-1688, Piacenza.

Sin embargo Francisco rompió la tregua a los cuatro años, en 1542. Las hostilidades entre ambos monarcas terminaron por el Tratado de Crépy, del 18 de septiembre de 1544, y el pontífice recuperó el proyecto del concilio ecuménico. Los príncipes protestantes del Imperio no tenían intención de acudir a un concilio presidido por el papa de Roma, hecho que desencadenaría la Guerra de Esmalcalda en 1546. Paulo III apoyó con tropas y dinero al emperador Carlos V que resultó victorioso en la guerra e impuso el Interim de Augsburgo a los rebeldes protestantes.
Finalmente, el 13 de diciembre de 1545, el concilio de Trento celebró su primera sesión. En siete sesiones, la última el 3 de marzo de 1547, se trataron las cuestiones más importantes de fe y disciplina. Haciendo caso omiso de las amenazas y argumentaciones del bando protestante, se formuló la doctrina católica acerca de las Escrituras, el Pecado Original, la justificación, y los Sacramentos. Muy avanzado el concilio, el temor a una epidemia en Trento motivó la continuación de las sesiones en la ciudad de Bolonia. Carlos pidió el retorno del consejo a territorio alemán, pero las deliberaciones del concilio continuaron en Bolonia hasta que el papa, para evitar un cisma, lo prorrogó indefinidamente el 21 de abril de 1547.

## Mecenazgo

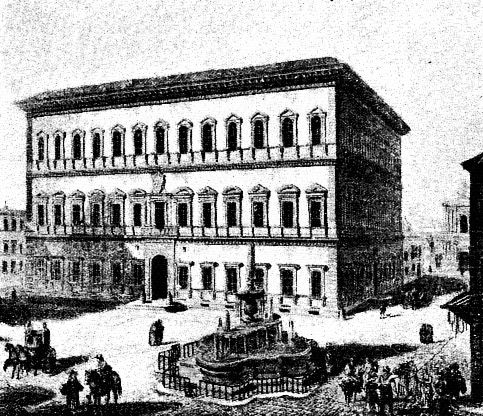
El Palacio Farnesio, en un grabado de Giuseppe Vasi,.

Antes de ser elegido sumo pontífice, el cardenal Alejandro Farnesio habría encargado a Antonio de Sangallo el Joven, la construcción de su famoso palacio en Roma. En su elección al papado, el tamaño y la magnificencia de este programa de construcción se incrementó para reflejar su cambio de estado.
Roma había sufrido el saqueo de las tropas imperiales en 1527. Desde el inicio de su pontificado en 1534, Paulo III deseaba crear una Nueva Roma. Para ello dedicó mucho dinero en la construcción y reparación de calles, logrando así mejorar el tránsito en la ciudad. En este pontificado se construyó la Capilla Paulina en el Palacio del Vaticano y se inicia la construcción de la Sala Regia.
El personaje más destacado de aquel renacer romano fue el artista y arquitecto Miguel Ángel, establecido en Roma en 1534, donde trabajó el resto de su vida. Por encargo del papa Clemente VII y más tarde confirmado por Paulo III, Miguel Ángel aceptó pintar en la pared del altar de la Capilla Sixtina, el fresco del Juicio Final y otros dos frescos para la Capilla Paulina: La conversión de san Pablo y El Martirio de San Pedro. También se le encargó la urbanización de la plaza del Capitolio y la construcción de la nueva basílica de San Pedro.

## Fallecimiento

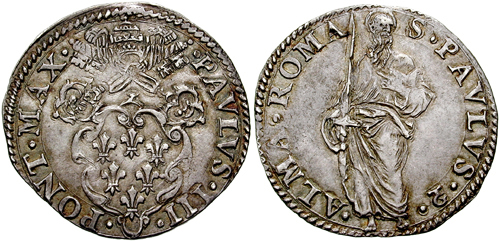
Moneda de plata con el escudo papal y la leyenda: ·PAVLVS•III• •PONT•MAX•. Y por el otro lado la figura de San Pablo: S•PAVLVS•• •ALMA•ROMA y la marca de la ceca.

El 3 de noviembre de 1549, Paulo III celebró el aniversario de su coronación papal. Sin embargo, el papa se encontraba profundamente deprimido por los engaños de su propia familia y la muerte de todos sus hijos para aquella fecha. Además, su depresión se agravó luego de la caída de Parma ante el emperador Carlos V y la fuerte discusión que tuvo con su sobrino, el cardenal Alejandro Farnesio, hasta el punto de que, en su ira, agarró su boina roja, la hizo pedazos y la arrojó al suelo. Estaba tan alterado que posiblemente sufrió un infarto. El 6 de noviembre, el papa contrajo repentinamente fiebre y se retiró al Palacio del Quirinal, donde esperaba que el aire fresco le aliviara la enfermedad. El 7 de noviembre, el agente del rey Fernando I de Bohemia y Hungría, Diego Lasso, escribió que la fiebre del papa había aumentado esa mañana, mientras que el embajador francés en Roma informó al rey Enrique II de Francia que Pablo III tenía un fuerte resfriado a las 19:00, opinando que le quedaba muy poco tiempo de vida.
Pablo III falleció el 10 de noviembre de 1549. Se dice que se arrepintió de su nepotismo en su lecho de muerte.
La tumba de bronce de Pablo III, obra de Guglielmo della Porta, se encuentra en la Basílica de San Pedro.

## En la cultura popular
La novela de Stendhal, La cartuja de Parma, se inspiró en un relato italiano falso sobre la juventud disoluta de Alessandro.
El personaje de Paulo III, interpretado por Peter O'Toole en la serie Los Tudor está vagamente inspirado en él. El joven Alessandro Farnese es interpretado por Diarmuid Noyes en la serie de televisión alemana Borgia y por Cyron Melville en la serie The Borgias.
Su imagen se retrata en una parodia de la portada del álbum Sgt. Pepper's Lonely Hearts Club Band, incluida en el álbum We're Only in It for the Money de The Mothers of Invention.

## Sucesión
| Predecesor: Vacante desde 1485          | Cardenal diácono de Ss. Cosme y Damián 1493-1534         | Sucesor: Innocenzo Cybo                      |
| Predecesor: Giovanni Antonio Sangiorgio | Obispo de Parma 1509-1534                                | Sucesor: Guido Ascanio Sforza di Santa Fiora |
| Predecesor: Federico Sanseverino        | Cardenal protodiácono agosto de 1516-15 de junio de 1519 | Sucesor: Hipólito de Este                    |
| Predecesor: Niccolò Fieschi             | Decano del Colegio Cardenalicio 1524-1534                | Sucesor: Giovanni Piccolomini                |
| Predecesor: Clemente VII                | Papa 1534-1549                                           | Sucesor: Julio III                           |